# Wereldkampioenschap waterski racing 1979
Het wereldkampioenschap waterski racing 1979 was een door de Union Mondiale de Ski Nautique (UMSN) georganiseerd kampioenschap voor waterskiërs. De 1e editie van het wereldkampioenschap vond plaats in het Britse Welsh Harp, Allhallows en Whitstable. De finale vond plaats op 7 september 1979.

## Uitslagen
| Goud   | Richie Wayne |
| Zilver | Bill Rixon   |
| Brons  | Stephen Coe  |

| Goud   | Bronwyn Wright |
| Zilver | Kim Gooding    |
| Brons  | Dawna Bryce    |

1979 ·
1981 ·
1983 ·
1985 ·
1987 ·
1989 ·
1991 ·
1993 ·
1995 ·
1997 ·
1999 ·
2001 ·
2003 ·
2005 ·
2007 ·
2009 ·
2011 ·
2013 ·
2015 ·
2017 ·
2019